# 678 هـ
678 هـ هي سنة في التقويم الهجري امتدت مُقابلةً في التقويم الميلادي بين سنتي 1279 و1280.

## أحداث
- 7 ربيع الآخر / 16 أو 17 أغسطس - عزل السعيد بركة من حكم مصر وتنصيب أخيه بدر الدين.
- الجمعة 11 رجب / 17 نوفمبر - لم يستقم الأمر إلى سلامش حتى عزل وتولى قلاوون حكم مصر.
- هجرة الشاعر سعد الدين بن شمس الدين النزاري القهستاني إلى القوقاز.
- ألفونسو العاشر يرسل سفنه إلى جبل طارق لقطع الاتصال بين أفريقيا والأندلس إلا انه مني بهزيمة.
- غياث الدين بلبن ألغ خان أحد سلاطين مماليك الهند ينتصر على جيوش منغولية اقتحمت اقليم السند، واستحق بذلك لقب (الق خان).
- ذي الحجة / أبريل 1280 - تمرد شمس الدين سنقر الأشقر في دمشق على قلاوون ومطالبته بالشام كلها.

## مواليد
- محمد أولجايتو ثامن خان إيلخانية المغول.
- السلطان أبو عصيدة سلطان الدولة الحفصية.
- السلطان أبو الوليد إسماعيل الأول خامس ملوك بنو الأحمر أو النصريون إحدى ممالك الأندلس.
- علاء الدين الخازن

## وفيات
- أبو زكرياء يحيى الواثق